# کلودیا ون دن هایلیگنبرگ
کلودیا ون دن هایلیگنبرگ (انگلیسی: Claudia van den Heiligenberg؛ زادهٔ ۲۵ مارس ۱۹۸۵) بازیکن فوتبال اهل پادشاهی هلند است.
از باشگاه‌هایی که در آن بازی کرده‌است می‌توان به باشگاه فوتبال آزد آلکمار و باشگاه فوتبال آژاکس آمستردام اشاره کرد.
وی همچنین در تیم ملی فوتبال زنان هلند بازی کرده‌است.